# Yosef Ben-Jochannan
Yossef Alfredo Antonio Ben-Jochannan (/ˈbɛn ˈjoʊkənən/ 31 de dezembro de 1918 - 19 de março de 2015), referido por seus admiradores como " Dr. Ben ", foi um escritor e historiador americano. Ele foi considerado um dos estudiosos afrocêntricos mais proeminentes por alguns nacionalistas negros, enquanto a maioria dos estudiosos tradicionais, como Mary Lefkowitz, o rejeitou por causa das imprecisões históricas básicas em seu trabalho, bem como disputas sobre a autenticidade de seus graus educacionais e credenciais acadêmicas.

## Infância e Educação
Ben-Jochannan afirmou que nasceu na Etiópia, filho de mãe judia porto-riquenha e pai judeu etíope. Outras fontes dizem que ele "provavelmente era porto-riquenho, mas alegou ser de origem judaica etíope". Um artigo do New York Times publicado após a morte de Ben-Jochannan disse: "Há pouca evidência disso além de sua própria palavra; alguns colegas, e até mesmo um membro da família, expressaram dúvidas em particular."
O histórico acadêmico de Ben-Jochannan é contestado, com alegações de que ele foi educado em Porto Rico, Brasil, Cuba ou Espanha, obtendo diplomas em engenharia e/ou antropologia. Em 1938, diz-se que ele obteve um bacharelado em Engenharia Civil na Universidade de Porto Rico; isso é contestado porque o registrador não tem registro de sua presença.Afirmou que em 1939 obteve o título de mestre em Engenharia Arquitetônica pela Universidade de Havana, Cuba. Ele também alegou ter obtido doutorado (PhD) em Antropologia Cultural e História Moura da Universidade de Havana e da Universidade de Barcelona, Espanha, respectivamente, e graus avançados da Universidade de Cambridge, na Inglaterra. Tanto Barcelona quanto Cambridge dizem que ele nunca se formou em nenhuma das universidades e, além disso, a Universidade de Cambridge disse que não tinha registro de Ben-Jochannan ter frequentado qualquer aula lá.
De acordo com seu obituário, Ben-Jochannan possui doutorado honorário do Sojourner-Douglass College (Baltimore), Marymount College (Nova York) e Medgar Evers College (Brooklyn).
O artigo do New York Times também discutiu as inconsistências ao longo da vida em seu registro acadêmico relatado:
| “ | Documentos da Universidade de Cornell mostram o Sr. Ben-Jochannan com doutorado pela Universidade de Cambridge, na Inglaterra, enquanto, por outro lado, catálogos do Malcolm-King College o listam como tendo dois mestrados pela Universidade de Cambridge. De acordo com Fred Lewsey, um oficial de comunicação de Cambridge, no entanto, a escola não tem registro de sua frequência, muito menos de obter qualquer diploma. Da mesma forma, a Universidade de Porto Rico Mayagüez, onde também disse ter estudado, não tem registros de sua matrícula. De fato, parece que o Sr. Ben-Jochannan falsificou conscientemente muito de sua história acadêmica pessoal. | ” |

## Carreira e vida posterior
As contas concordam em pouco mais do que Ben-Jochannan foi criado no Caribe e imigrou para os Estados Unidos por volta de 1940, onde supostamente trabalhou como desenhista e continuou seus estudos. Mais tarde, ele afirmou que, em 1945, foi nomeado presidente do Comitê de Estudos Africanos na sede da recém-fundada UNESCO . Ele disse que trabalhou para eles até 1970. No entanto, a equipe da UNESCO afirma que "não há registro de que o Sr. Ben-Jochannan tenha sido empregado pelas Nações Unidas". Ben-Jochannan também afirmou que começou a ensinar egiptologia no Malcolm-King College no Harlem em 1950, mas esse esforço voluntário não foi fundado até 1968, quando começou com 13 alunos. Mais tarde, ele lecionou no City College, na cidade de Nova York. De 1973 a 1987, foi professor adjunto (meio período) na Cornell University.
Em 1977, Ben-Jochannan conheceu Lucille Jones (Kefa Nephthy) e Ben Jones. Eles formaram um grupo de estudos. Depois de estudar com Ben-Jochannan, Kefa e Ben Jones começaram a série de palestras da comunidade chamada First World Alliance.
Ben-Jochannan foi autor de 49 livros, principalmente sobre as antigas civilizações do Vale do Nilo e sua influência nas culturas ocidentais. Em seus escritos, ele afirma que os judeus originais eram da Etiópia e eram africanos. Ele diz que os judeus semíticos (do Oriente Médio) mais tarde adotaram a fé dos judeus negros e seus costumes. Ele ainda acusou os judeus semitas de usar poderes especiais para "manipular e controlar a mente do mundo" e afirmou que a educação sobre o Holocausto é uma forma de lavagem cerebral.
De acordo com seu obituário, Ben-Jochannan começou seu ensino educacional no Harlem em 1967 no HARYOU-ACT . Trabalhou como professor adjunto (1973–1987) na Cornell University no Africana Studies and Research Center, então dirigido por James Turner . Ben-Jochannan também lecionou em outras instituições, incluindo a Rutgers University . Em 1977, ele aceitou um cargo de professor honorário na Academia Rabínica Israelita na Congregação Hebraica Beth Shalom no Brooklyn. (Veja Capers Funnye . ) Ben-Jochannan apareceu várias vezes na série semanal de assuntos públicos da WABC-TV de Gil Noble, Like It Is .
Durante sua carreira na década de 1980, Ben-Jochannan era conhecido por liderar visitas guiadas ao Vale do Nilo.As viagens de 15 dias de Ben-Jochannan ao Egito, anunciadas como "Dr. Ben's Alkebu-Lan Educational Tours", usando o que ele disse ser um nome antigo para a África, normalmente aconteciam três vezes por verão, transportando até 200 pessoas para a África por estação.
Ben-Jochannan conquistou o respeito de uma geração posterior de intelectuais negros. Cornel West disse que "foi abençoado por estudar a seus pés". Ta-Nehisi Coates, filho do editor de Ben-Jochannan, elogiou-o por ensinar que a história "não é essa coisa objetiva que existe fora da política. . . Existe bem dentro da política, e parte de seu trabalho tem sido posicionar os negros em um lugar de uso para os brancos".
Em 2002, Ben-Jochannan doou sua biblioteca de mais de 35.000 volumes, manuscritos e pergaminhos antigos para a Nação do Islã. Nos anos anteriores à sua morte, Ben-Jochannan viveu na seção Harlem de Manhattan, na cidade de Nova York, em um complexo de apartamentos conhecido como Lenox Terrace.
Ben-Jochannan se casou três vezes e teve um total de 13 filhos. Ele morreu em 19 de março de 2015, com 96 anos, na casa de repouso Bay Park, no Bronx.

## Acusações de ensinar pseudo-história
Ben-Jochannan foi acusado de distorcer a história e promover a supremacia negra, o racismo antibranco, o antissemitismo e a pseudociência. Em fevereiro de 1993, a professora de clássicos europeus do Wellesley College, Mary Lefkowitz, confrontou publicamente Ben-Jochannan sobre seus ensinamentos. Ben-Jochannan ensinou que Aristóteles visitou a Biblioteca de Alexandria. Durante a sessão de perguntas e respostas após a palestra, Lefkowitz perguntou a Ben-Jochannan: "Como isso teria sido possível, quando a biblioteca só foi construída depois de sua morte?" Ben-Jochannan respondeu que as datas eram incertas. Lefkowitz escreve que ben-Jochannan passou a dizer aos presentes que "eles podiam e deveriam acreditar no que apenas os instrutores negros lhes diziam" e "que embora eles pudessem pensar que os judeus eram todos de 'nariz adunco e rosto pálido', havia outros judeus que parecia negro como ele mesmo."
O professor afro-americano Clarence E. Walker escreveu que Ben-Jochannan não apenas confundiu Cleópatra VII com sua filha Cleópatra VIII e afirmou que ela era negra, mas também escreveu que "Cleópatra VIII cometeu suicídio após ser descoberta em uma conspiração com Marc Antonio [Mark Anthony ] para assassinar Júlio César." Isso seria altamente problemático, considerando que Júlio César foi assassinado 14 anos antes do suicídio de Cleópatra VII.

## Ateísmo
Em sua palestra "Por que você acredita em Deus", Ben-Jochanan declarou explicitamente sua descrença em Deus. Ele declarou que figuras e histórias judaico-cristãs-islâmicas (como Adão e Eva) eram baseadas na mitologia africana e asiática. Sobre o tema das Igrejas, ele argumentou: "As igrejas não podem ajudar as pessoas quando as coisas estão ruins porque seu interesse é com a estrutura de poder".
Ben-Jochanan também afirmou: "Eu digo que o homem negro invocou Jesus Cristo por tantos anos aqui na América, e agora ele começa a invocar Maomé e há muitos que estão invocando Moisés, e em nenhum momento dentro deste período ele a situação do homem negro mudou, nem o homem negro tem qualquer liberdade. É óbvio que alguém não ouviu seu chamado ou não está interessado nesse chamado - seja Jesus, Moisés ou Maomé."